# Helmond Sport in het seizoen 2018/19
Het Seizoen 2018/19 is het 51e jaar in het bestaan van Helmond Sport. De club uit Helmond komt voor de 35e keer op rij uit in de Nederlandse Eerste divisie. De club neemt ook deel aan het toernooi om de KNVB Beker.

## Wedstrijdstatistieken

### Oefenduels
| Datum + plaats            | Wedstrijd                                        | Uitslag        | Scoreverloop |
| ------------------------- | ------------------------------------------------ | -------------- | --- |
| 14 juli 2018 Helmond      | SV Brandevoort – Helmond Sport Wedstrijdverslag  | 0 – 13 (0 – 4) | 11' Juul Respen 0–1, 20' Ron Janzen 0–2, 42' Tibeau Swinnen 0–3, 44' Bodi Brusselers 0–4, 48' Daan Ibrahim 0–5, 50' Diego Snepvangers 0–6, 51' Daan Ibrahim 0–7, 58' Richelor Sprangers 0–8, 60' Marijn van Heugten 0–9, 70' Daan Ibrahim 0–10, 80' Nick de Louw 0–11, 82' Diego Snepvangers (p) 0–12, 89' Daan Ibrahim 0–13 |
| 21 juli 2018 Gemert       | VV Gemert – Helmond Sport Wedstrijdverslag       | 1 – 6 (0 – 2)  | 9' Daan Ibrahim 0–1, 23' Diego Snepvangers 0–2, 60' Arne Naudts 0–3, 63' Juul Respen 0–4, 72' Ralf Kemper 1–4, 78' Arne Naudts 1–5, 83' Arne Naudts 1–6 |
| 27 juli 2018 Someren-Eind | Helmond Sport - Al-Ettifaq Wedstrijdverslag      | 2 – 2 (1 – 2)  | 24' Tibeau Swinnen 1–0, 35' Brahian Alemán 1–1, 38' Filip Kiss (p) 1–2, 46' Marijn van Heugten 2–2 |
| 5 augustus 2018 Helmond   | Helmond Sport - Heracles Almelo Wedstrijdverslag | 1 – 0 (1 – 0)  | 45' Arne Naudts 1–0 |
| 10 augustus 2018 Helmond  | Helmond Sport - SV TEC Wedstrijdverslag          | 2 – 1 (0 – 0)  | 53' Robby Holder 0–1, 70' Arne Naudts 1–1, 82' Furhgill Zeldenrust (p) 2–1 |

### Eerste Divisie
| 1e speelronde | FC Dordrecht                               | 0 – 0 (0 – 0)    | Helmond Sport                                                                     | Opstelling Helmond Sport: |
| 17 augustus 2018 Aanvangstijd: 20:00 uur Plaats: Dordrecht Riwal Hoogwerkers Stadion Toeschouwers: 2.445 Scheidsrechter: Sander van der Eijk |                                            | Wedstrijdverslag |                                                                                   | Van Gassel; Fecunda, Meijers 45+1', De Louw, Poelmans 76'; Swinnen , Edwards, Brusselers; Ibrahim 58' ( Snepvangers), Naudts, Zeldenrust                                            |
| 2e speelronde | Helmond Sport                              | 2 – 2 (0 – 0)    | FC Twente                                                                         | Opstelling Helmond Sport: |
| 24 augustus 2018 Aanvangstijd: 20:00 uur Plaats: Helmond SolarUnie Stadion Toeschouwers: 2.634 Scheidsrechter: Pol van Boekel                | Furhgill Zeldenrust 57' Bart Meijers 89'   | Wedstrijdverslag | 77' (pen.) Tom Boere 90' Jari Oosterwijk                                          | Van Gassel; Fecunda, Meijers, De Louw 90+1', Poelmans; Swinnen , Edwards 66' ( Zwanen), Brusselers; Zeldenrust, Naudts, Snepvangers 71' ( Sprangers)                                |
| 3e speelronde | Jong PSV                                   | 1 – 1 (0 – 0)    | Helmond Sport                                                                     | Opstelling Helmond Sport: |
| 31 augustus 2018 Aanvangstijd: 20:00 uur Plaats: Eindhoven De Herdgang Toeschouwers: 472 Scheidsrechter: Marc Nagtegaal                      | Dirk Abels 82'                             | Wedstrijdverslag | 94' Jeroen Verkennis                                                              | Van Gassel; Fecunda 36' ( Verkennis 78'), Edwards, De Louw, Poelmans; Swinnen , Wesdorp 76' 80' ( De Braal), Brusselers 85'; Zeldenrust, Naudts, Snepvangers 60' ( Sprangers)       |
| 4e speelronde | Helmond Sport                              | 0 – 2 (0 – 1)    | FC Den Bosch                                                                      | Opstelling Helmond Sport: |
| 7 september 2018 Aanvangstijd: 20:00 uur Plaats: Helmond SolarUnie Stadion Toeschouwers: 1.830 Scheidsrechter: Ken Vermeiren                 |                                            | Wedstrijdverslag | 41' Danny Holla 79' Sven Blummel                                                  | Van Gassel; Verkennis, Meijers 80' ( Muzaqi), Knops, Poelmans; Swinnen , Edwards 46' ( Dean Koolhof), Brusselers; Zeldenrust, Naudts, Snepvangers 58' ( Van der Gaag)               |
| 5e speelronde | Jong Ajax                                  | 2 – 0 (1 – 0)    | Helmond Sport                                                                     | Opstelling Helmond Sport: |
| 17 september 2018 Aanvangstijd: 20:00 uur Plaats: Duivendrecht Sportpark De Toekomst Toeschouwers: 880 Scheidsrechter: Clay Ruperti          | Dani de Wit 16', 55'                       | Wedstrijdverslag |                                                                                   | Van Gassel; Zwanen, Meijers, Knops, Poelmans; Swinnen 38', Brusselers, Koolhof 26' ( Van der Gaag 32'); Zeldenrust, Naudts 71' ( Muzaqi), Snepvangers 61' ( Sprangers 62')          |
| 6e speelronde | Helmond Sport                              | 2 – 3 (1 – 2)    | NEC                                                                               | Opstelling Helmond Sport: |
| 21 september 2018 Aanvangstijd: 20:00 uur Plaats: Helmond SolarUnie Stadion Toeschouwers: 2.011 Scheidsrechter: Richard Martens              | Furhgill Zeldenrust 37' (pen.), 51'        | Wedstrijdverslag | 19', 78' Anass Achahbar 32' Brahim Darri                                          | Van Gassel; Zwanen 76' 79' ( Verkennis), Meijers, Knops, Poelmans 30'; Swinnen , Brusselers 81' ( Muzaqi), Van der Gaag; Zeldenrust, Naudts 90+2', Sprangers 60' ( Snepvangers 69') |
| 7e speelronde | Helmond Sport                              | 2 – 2 (0 – 1)    | FC Volendam                                                                       | Opstelling Helmond Sport |
| 28 september 2018 Aanvangstijd: 20:00 uur Plaats: Helmond SolarUnie Stadion Toeschouwers: 1.891 Scheidsrechter: Christian Mulder             | Joeri Poelmans 49' Furhgill Zeldenrust 68' | Wedstrijdverslag | 37' Kevin Visser 45+1' Enzo Stroo 67' Darryl Bäly 75' Martijn Kaars 90' Alex Plat | Van Gassel; Verkennis, Meijers, Knops 46' ( De Louw), Poelmans; Swinnen , Koolhof 74' ( Zwanen), Van der Gaag; Sprangers 83' ( Wesdorp), Naudts, Zeldenrust                         |

### KNVB Beker
| 1e ronde | Helmond Sport    | 0 – 5 (0 – 1)    | Fortuna Sittard                                  | Opstelling Helmond Sport: |
| 25 september 2018 Aanvangstijd: 19:45 uur Plaats: Helmond SolarUnie Stadion Toeschouwers: 1.681 Scheidsrechter: Martin van den Kerkhof | Dean Koolhof 79' | Wedstrijdverslag | 10', 58' Lars Hutten 50', 66', 84' André Vidigal | Van Gassel; Zwanen, Meijers, Knops, Poelmans; Swinnen , Brusselers 64' ( Koolhof), Van der Gaag; Sprangers, Naudts 64' ( Muzaqi), Zeldenrust |

## Selectie en staf

### Selectie
| Nr.           | Nat.               | Naam                | Competitie | Competitie | Beker      | Beker      | Totaal     | Totaal     | Contract tot | Seizoen    | Vorige club    | Debuut            |            |            |
| Nr.           | Nat.               | Naam                | W          |            | W          |            | W          |            | Contract tot | Seizoen    | Vorige club    | Debuut            |            |            |
| Doelmannen    | Doelmannen         | Doelmannen          | Doelmannen | Doelmannen | Doelmannen | Doelmannen | Doelmannen | Doelmannen | Doelmannen   | Doelmannen | Doelmannen     | Doelmannen        | Doelmannen | Doelmannen |
| ------------- | ------------------ | ------------------- | ---------- | ---------- | ---------- | ---------- | ---------- | ---------- | ------------ | ---------- | -------------- | ----------------- | ---------- | ---------- |
| 1             | Vlag van Nederland | Stijn van Gassel    | 7          | 0          | 1          | 0          | 8          | 0          | 2021         | 6e         | Jeugd          | 22 april 2016     |            |            |
| 21            | Vlag van Nederland | Stefan Tielemans    | 0          | 0          | 0          | 0          | 0          | 0          | 2019         | 4e         | Jeugd          | -                 |            |            |
| 22            | Vlag van Nederland | Jamie Watt          | 0          | 0          | 0          | 0          | 0          | 0          | 2019         | 5e         | Jong PSV       | 12 september 2014 |            |            |
| Verdedigers   |                    |                     |            |            |            |            |            |            |              |            |                |                   |            |            |
| 3             | Vlag van Nederland | Bart Meijers        | 6          | 1          | 1          | 0          | 7          | 1          | Huur         | 1e         | NAC Breda      | 17 augustus 2018  |            |            |
| 4             | Vlag van Nederland | Ron Janzen          | 0          | 0          | 0          | 0          | 0          | 0          | 2019         | 3e         | RKC Waalwijk   | 5 augustus 2016   |            |            |
| 5             | Vlag van Nederland | Kjell Knops         | 4          | 0          | 1          | 0          | 5          | 0          | 2019         | 1e         | Port Vale      | 7 september 2018  |            |            |
| 15            | Vlag van Nederland | Dylan de Braal      | 1          | 0          | 0          | 0          | 1          | 0          | 2019         | 2e         | TOP Oss        | 8 september 2017  |            |            |
| 16            | Vlag van België    | Joeri Poelmans      | 7          | 1          | 1          | 0          | 8          | 1          | 2020         | 1e         | Lierse SK      | 17 augustus 2018  |            |            |
| 19            | Vlag van Curaçao   | Maiky Fecunda       | 3          | 0          | 0          | 0          | 3          | 0          | 2019         | 7e         | Jeugd          | 29 augustus 2014  |            |            |
| 25            | Vlag van Nederland | Maikel Verkoelen    | 0          | 0          | 0          | 0          | 0          | 0          | 2019         | 3e         | Top Oss        | 12 augustus 2016  |            |            |
| 26            | Vlag van Nederland | Jeroen Verkennis    | 4          | 1          | 0          | 0          | 4          | 1          | 2020         | 4e         | Jeugd          | 1 april 2016      |            |            |
| 28            | Vlag van Nederland | Nick de Louw        | 4          | 0          | 0          | 0          | 4          | 0          | 2020         | 4e         | Jeugd          | 21 oktober 2016   |            |            |
| 29            | Vlag van Nederland | Dion van Horne      | 0          | 0          | 0          | 0          | 0          | 0          | 2019         | 1e         | SV Straelen    | -                 |            |            |
| Middenvelders |                    |                     |            |            |            |            |            |            |              |            |                |                   |            |            |
| 6             | Vlag van Nederland | Steven Edwards      | 4          | 0          | 0          | 0          | 4          | 0          | 2019         | 4e         | Achilles '29   | 7 augustus 2015   |            |            |
| 8             | Vlag van België    | Tibeau Swinnen      | 7          | 0          | 1          | 0          | 8          | 0          | 2020         | 1e         | FC Eindhoven   | 17 augustus 2018  |            |            |
| 10            | Vlag van Nederland | Bodi Brusselers     | 6          | 0          | 1          | 0          | 7          | 0          | Huur         | 1e         | NAC Breda      | 17 augustus 2018  |            |            |
| 12            | Vlag van Nederland | Dean Koolhof        | 3          | 0          | 1          | 0          | 4          | 0          | 2020         | 1e         | MVV Maastricht | 7 september 2018  |            |            |
| 13            | Vlag van Nederland | Odysseus Velanas    | 0          | 0          | 0          | 0          | 0          | 0          | Huur         | 1e         | FC Utrecht     | -                 |            |            |
| 14            | Vlag van Nederland | Bram Zwanen         | 4          | 0          | 1          | 0          | 5          | 0          | 2020         | 3e         | Jeugd          | 15 september 2017 |            |            |
| 20            | Vlag van Nederland | Koen Wesdorp        | 2          | 0          | 0          | 0          | 2          | 0          | 2020         | 1e         | Willem II      | 31 augustus 2018  |            |            |
| 24            | Vlag van Nederland | Jordan van der Gaag | 4          | 0          | 1          | 0          | 5          | 0          | Huur         | 1e         | NAC Breda      | 7 september 2018  |            |            |
| Aanvallers    |                    |                     |            |            |            |            |            |            |              |            |                |                   |            |            |
| 7             | Vlag van Nederland | Diego Snepvangers   | 6          | 0          | 0          | 0          | 6          | 0          | Huur         | 1e         | NAC Breda      | 17 augustus 2018  |            |            |
| 9             | Vlag van België    | Arne Naudts         | 7          | 0          | 1          | 0          | 8          | 0          | 2019         | 2e         | Cercle Brugge  | 18 augustus 2017  |            |            |
| 11            | Vlag van Nederland | Dylan George        | 0          | 0          | 0          | 0          | 0          | 0          | Huur         | 1e         | FC Twente      | -                 |            |            |
| 11            | Vlag van Nederland | Furhgill Zeldenrust | 7          | 4          | 1          | 0          | 8          | 4          | 2019         | 3e         | FC Den Bosch   | 19 augustus 2016  |            |            |
| 17            | Vlag van Nederland | Daan Ibrahim        | 1          | 0          | 0          | 0          | 1          | 0          | 2019         | 2e         | Almere City    | 12 januari 2018   |            |            |
| 18            | Vlag van Nederland | Albian Muzaqi       | 3          | 0          | 1          | 0          | 4          | 0          | 2019         | 1e         | KRC Genk       | 7 september 2018  |            |            |
| 23            | Vlag van Haïti     | Richelor Sprangers  | 5          | 0          | 1          | 0          | 6          | 0          | Huur         | 1e         | NAC Breda      | 24 augustus 2018  |            |            |
| 25            | Vlag van Nederland | Marijn van Heugten  | 0          | 0          | 0          | 0          | 0          | 0          | 2019         | 4e         | Jeugd          | 8 april 2016      |            |            |
| 27            | Vlag van Nederland | Juul Respen         | 0          | 0          | 0          | 0          | 0          | 0          | 2019         | 1e         | VVV-Venlo      | -                 |            |            |

### Legenda
| # | Reden                                          |
| - | ---------------------------------------------- |
|   | Heeft de club in het lopende seizoen verlaten. |

### Technische staf
| Naam                | Functie           |
| ------------------- | ----------------- |
| Rob Alflen          | Hoofdtrainer      |
| Sjors Ultee         | Assistent-Trainer |
| Rein van Duijnhoven | Keeperstrainer    |

## Statistieken Helmond Sport 2018/2019

### Tussenstand Helmond Sport in de Nederlandse Eerste divisie 2018 / 2019
| Stand | Gespeeld | Gewonnen | Gelijk | Verloren | Punten | Doelpunten voor | Doelpunten tegen | Gele kaarten | Rode kaarten |
| ----- | -------- | -------- | ------ | -------- | ------ | --------------- | ---------------- | ------------ | ------------ |
| 18e   | 7        | 0        | 4      | 3        | 4      | 7               | 12               | 13           | 0            |

### Topscorers
| #      | Naam                | Goal |
| ------ | ------------------- | ---- |
| 1.     | Furhgill Zeldenrust | 4    |
| 2.     | Bart Meijers        | 1    |
| 2.     | Joeri Poelmans      | 1    |
| 2.     | Jeroen Verkennis    | 1    |
| Totaal | Totaal              | 7    |

| #      | Naam        | Goal |
| ------ | ----------- | ---- |
| 1.     | Geen speler | 0    |
| Totaal | Totaal      | 0    |

| #      | Naam                | Goal |
| ------ | ------------------- | ---- |
| 1.     | Daan Ibrahim        | 5    |
| 1.     | Arne Naudts         | 5    |
| 2.     | Diego Snepvangers   | 3    |
| 3.     | Marijn van Heugten  | 2    |
| 3.     | Juul Respen         | 2    |
| 3.     | Tibeau Swinnen      | 2    |
| 4.     | Bodi Brusselers     | 1    |
| 4.     | Ron Janzen          | 1    |
| 4.     | Nick de Louw        | 1    |
| 4.     | Richelor Sprangers  | 1    |
| 4.     | Furhgill Zeldenrust | 1    |
| Totaal | Totaal              | 24   |

### Kaarten
| #      | Naam                | Kreeg geel |
| ------ | ------------------- | ---------- |
| 1.     | Joeri Poelmans      | 2          |
| 2.     | Bodi Brusselers     | 1          |
| 2.     | Jordan van der Gaag | 1          |
| 2.     | Nick de Louw        | 1          |
| 2.     | Bart Meijers        | 1          |
| 2.     | Arne Naudts         | 1          |
| 2.     | Diego Snepvangers   | 1          |
| 2.     | Richelor Sprangers  | 1          |
| 2.     | Tibeau Swinnen      | 1          |
| 2.     | Jeroen Verkennis    | 1          |
| 2.     | Koen Wesdorp        | 1          |
| 2.     | Bram Zwanen         | 1          |
| Totaal | Totaal              | 13         |

| #      | Naam        | Kreeg voor de tweede keer geel en dus rood |
| ------ | ----------- | ------------------------------------------ |
| 1.     | Naam speler | –                                          |
| Totaal | Totaal      | –                                          |

| #      | Naam        | Weggestuurd |
| ------ | ----------- | ----------- |
| 1.     | Naam speler | –           |
| Totaal | Totaal      | –           |

### Punten per speelronde
| Speelronde | 1 | 2 | 3 | 4 | 5 | 6 | 7 | 8 | 9 | 10 | 11 | 12 | 13 | 14 | 15 | 16 | 17 | 18 | 19 | 20 | 21 | 22 | 23 | 24 | 25 | 26 | 27 | 28 | 29 | 30 | 31 | 32 | 33 | 34 | 35 | 36 | 37 | 38 |
| ---------- | - | - | - | - | - | - | - | - | - | -- | -- | -- | -- | -- | -- | -- | -- | -- | -- | -- | -- | -- | -- | -- | -- | -- | -- | -- | -- | -- | -- | -- | -- | -- | -- | -- | -- | -- |
| Punten     | 1 | 1 | 1 | 0 | 0 | 0 | 1 | – | – | –  | –  | –  | –  | –  | –  | –  | –  | –  | –  | –  | –  | –  | –  | –  | –  | –  | –  | –  | –  | –  | –  | –  | –  | –  | –  | –  | –  | –  |

### Punten na speelronde
| Speelronde | 1 | 2 | 3 | 4 | 5 | 6 | 7 | 8 | 9 | 10 | 11 | 12 | 13 | 14 | 15 | 16 | 17 | 18 | 19 | 20 | 21 | 22 | 23 | 24 | 25 | 26 | 27 | 28 | 29 | 30 | 31 | 32 | 33 | 34 | 35 | 36 | 37 | 38 |
| ---------- | - | - | - | - | - | - | - | - | - | -- | -- | -- | -- | -- | -- | -- | -- | -- | -- | -- | -- | -- | -- | -- | -- | -- | -- | -- | -- | -- | -- | -- | -- | -- | -- | -- | -- | -- |
| Punten     | 1 | 2 | 3 | 3 | 3 | 3 | 4 | – | – | –  | –  | –  | –  | –  | –  | –  | –  | –  | –  | –  | –  | –  | –  | –  | –  | –  | –  | –  | –  | –  | –  | –  | –  | –  | –  | –  | –  | –  |

### Stand na speelronde
| Speelronde | 1   | 2   | 3   | 4   | 5   | 6   | 7   | 8 | 9 | 10 | 11 | 12 | 13 | 14 | 15 | 16 | 17 | 18 | 19 | 20 | 21 | 22 | 23 | 24 | 25 | 26 | 27 | 28 | 29 | 30 | 31 | 32 | 33 | 34 | 35 | 36 | 37 | 38 |
| ---------- | --- | --- | --- | --- | --- | --- | --- | - | - | -- | -- | -- | -- | -- | -- | -- | -- | -- | -- | -- | -- | -- | -- | -- | -- | -- | -- | -- | -- | -- | -- | -- | -- | -- | -- | -- | -- | -- |
| Stand      | 12e | 14e | 13e | 15e | 16e | 17e | 18e | – | – | –  | –  | –  | –  | –  | –  | –  | –  | –  | –  | –  | –  | –  | –  | –  | –  | –  | –  | –  | –  | –  | –  | –  | –  | –  | –  | –  | –  | –  |

### Doelpunten per speelronde
| Speelronde | 1 | 2 | 3 | 4 | 5 | 6 | 7 | 8 | 9 | 10 | 11 | 12 | 13 | 14 | 15 | 16 | 17 | 18 | 19 | 20 | 21 | 22 | 23 | 24 | 25 | 26 | 27 | 28 | 29 | 30 | 31 | 32 | 33 | 34 | 35 | 36 | 37 | 38 | Totaal |
| ---------- | - | - | - | - | - | - | - | - | - | -- | -- | -- | -- | -- | -- | -- | -- | -- | -- | -- | -- | -- | -- | -- | -- | -- | -- | -- | -- | -- | -- | -- | -- | -- | -- | -- | -- | -- | ------ |
| Doelpunten | 0 | 2 | 1 | 0 | 0 | 2 | 2 | – | – | –  | –  | –  | –  | –  | –  | –  | –  | –  | –  | –  | –  | –  | –  | –  | –  | –  | –  | –  | –  | –  | –  | –  | –  | –  | –  | –  | –  | –  | 7      |

### Toeschouwersaantal per speelronde
| Speelronde | 1     | 2     | 3   | 4     | 5   | 6     | 7     | 8  | 9  | 10 | 11 | 12 | 13 | 14 | 15 | 16 | 17 | 18 | 19 | Totaal | Gemiddeld |
| ---------- | ----- | ----- | --- | ----- | --- | ----- | ----- | -- | -- | -- | -- | -- | -- | -- | -- | -- | -- | -- | -- | ------ | --------- |
| Thuis      | –     | 2.634 | –   | 1.830 | –   | 2.011 | 1.891 | –  | –  | –  | –  | –  | –  | –  | –  | –  | –  | –  | –  | 8.366  | 2.092     |
| Uit        | 2.445 | –     | 472 | –     | 880 | –     | –     | –  | –  | –  | –  | –  | –  | –  | –  | –  | –  | –  | –  | 3.797  | 1.266     |
| Speelronde | 20    | 21    | 22  | 23    | 24  | 25    | 26    | 27 | 28 | 29 | 30 | 31 | 32 | 33 | 34 | 35 | 36 | 37 | 38 | Totaal | Gemiddeld |
| Thuis      | –     | –     | –   | –     | –   | –     | –     | –  | –  | –  | –  | –  | –  | –  | –  | –  | –  | –  | –  | –      | –         |
| Uit        | –     | –     | –   | –     | –   | –     | –     | –  | –  | –  | –  | –  | –  | –  | –  | –  | –  | –  | –  | –      | –         |
|            |       |       |     |       |     |       |       |    |    |    |    |    |    |    |    |    |    |    |    | 12.163 | 1.738     |

## Mutaties

### Zomer

#### Aangetrokken
| Nr. | Nat. | Naam                | Van            | Type         | Contract     | Transfersom | Bijzonderheid            |
| --- | ---- | ------------------- | -------------- | ------------ | ------------ | ----------- | ------------------------ |
| 10  | NL   | Bodi Brusselers     | NAC Breda      | Op huurbasis | 30 juni 2019 | n.v.t.      | -                        |
| 24  | NL   | Jordan van der Gaag | NAC Breda      | Op huurbasis | 30 juni 2019 | n.v.t.      | –                        |
| 29  | NL   | Dion van Horne      | SV Straelen    | Transfervrij | 30 juni 2019 | n.v.t.      | Contract op amateurbasis |
| 17  | NL   | Daan Ibrahim        | Jeugd          | -            | 30 juni 2019 | n.v.t.      | Contract op amateurbasis |
| 5   | NL   | Kjell Knops         | Port Vale      | Transfervrij | 30 juni 2019 | n.v.t.      | –                        |
| 12  | NL   | Dean Koolhof        | MVV Maastricht | Transfervrij | 30 juni 2020 | n.v.t.      | –                        |
| 3   | NL   | Bart Meijers        | NAC Breda      | Op huurbasis | 30 juni 2019 | n.v.t.      | –                        |
| 18  | NL   | Albian Muzaqi       | Geen club      | Transfervrij | 30 juni 2019 | n.v.t.      | Contract op amateurbasis |
| 16  | BE   | Joeri Poelmans      | Lierse SK      | Transfervrij | 30 juni 2020 | n.v.t.      | –                        |
| 27  | NL   | Juul Respen         | Jeugd          | -            | 30 juni 2019 | n.v.t.      | Contract op amateurbasis |
| 7   | NL   | Diego Snepvangers   | NAC Breda      | Op huurbasis | 30 juni 2019 | n.v.t.      | -                        |
| 23  | HT   | Richelor Sprangers  | NAC Breda      | Op huurbasis | 30 juni 2019 | n.v.t.      | –                        |
| 8   | BE   | Tibeau Swinnen      | FC Eindhoven   | Transfervrij | 30 juni 2020 | n.v.t.      | –                        |
| 20  | NL   | Koen Wesdorp        | Willem II      | Transfervrij | 30 juni 2020 | n.v.t.      | –                        |

#### Vertrokken
| Nr. | Nat. | Naam                     | Naar                         | Type               | Transfersom | Wed. | Dlpt. |
| --- | ---- | ------------------------ | ---------------------------- | ------------------ | ----------- | ---- | ----- |
| 8   | BE   | Jason Bourdouxhe         | FC Emmen                     | Transfervrij       | n.v.t.      | 59   | 3     |
| 10  | NL   | Robert Braber            | Gestopt                      | n.v.t.             | n.v.t.      | 116  | 17    |
| 14  | NL   | Grad Damen               | NAC Breda                    | Einde huurcontract | n.v.t.      | 24   | 1     |
| 21  | NL   | Joris van Gerwen         | Koninklijke Sporting Hasselt | Transfervrij       | n.v.t.      | 0    | 0     |
| 25  | NL   | Marijn van Heugten       | VV Neerkandia                | Transfervrij       | n.v.t.      | 12   | 1     |
| 7   | NL   | Giovanni Hiwat           | PEC Zwolle                   | Transfervrij       | n.v.t.      | 61   | 7     |
| 2   | NL   | Robert van Koesveld      | sc Heerenveen                | Einde huurcontract | n.v.t.      | 51   | 2     |
| 27  | NL   | Wietse van Lankveld      | UDI '19                      | Transfervrij       | n.v.t.      | 4    | 0     |
| 5   | EN   | Brandon Ormonde-Ottewill | FC Dordrecht                 | Transfervrij       | n.v.t.      | 1    | 0     |
| 18  | NL   | Sam Strijbosch           | RKSV Nuenen                  | Transfervrij       | n.v.t.      | 37   | 3     |
| 12  | NL   | Jordy Thomassen          | De Graafschap                | Transfervrij       | n.v.t.      | 75   | 25    |
| 16  | NL   | Maikel Verkoelen         | TOP Oss                      | Transfervrij       | n.v.t.      | 33   | 1     |
| 36  | CW   | Charlton Vicento         | Kozakken Boys                | Transfervrij       | n.v.t.      | 34   | 3     |
| 4   | NL   | Stephen Warmolts         | FC Emmen                     | Transfervrij       | n.v.t.      | 98   | 0     |

#### Statistieken transfers zomer
| Gekochte spelers | Verkochte spelers | Gehuurde spelers | Verhuurde spelers | Spelers terug van verhuurperiode | Spelers einde van huurperiode | Transfervrij aangetrokken spelers | Transfervrij vertrokken spelers | Doorgestroomde jeugdspelers |
| ---------------- | ----------------- | ---------------- | ----------------- | -------------------------------- | ----------------------------- | --------------------------------- | ------------------------------- | --------------------------- |
| 0                | 0                 | 5                | 0                 | 0                                | 2                             | 7                                 | 11                              | 2                           |

### Winter

#### Aangetrokken
| Nr. | Nat. | Naam             | Van        | Type         | Contract     | Transfersom | Bijzonderheid            |
| --- | ---- | ---------------- | ---------- | ------------ | ------------ | ----------- | ------------------------ |
| 11  | NL   | Dylan George     | FC Twente  | Op huurbasis | 30 juni 2019 | n.v.t.      | –                        |
| 13  | NL   | Odysseus Velanas | FC Utrecht | Op huurbasis | 30 juni 2019 | n.v.t.      | –                        |
| 25  | NL   | Maikel Verkoelen | TOP Oss    | Transfervrij | 30 juni 2019 | n.v.t.      | Contract op amateurbasis |

#### Vertrokken
| Nr. | Nat. | Naam                | Naar             | Type         | Transfersom | Wed. | Dlpt. |
| --- | ---- | ------------------- | ---------------- | ------------ | ----------- | ---- | ----- |
| 11  | NL   | Furhgill Zeldenrust | Rijnsburgse Boys | Transfervrij | n.v.t.      | 78   | 16    |

#### Statistieken transfers winter
| Gekochte spelers | Verkochte spelers | Gehuurde spelers | Verhuurde spelers | Spelers terug van verhuurperiode | Spelers einde van huurperiode | Transfervrij aangetrokken spelers | Transfervrij vertrokken spelers | Doorgestroomde jeugdspelers |
| ---------------- | ----------------- | ---------------- | ----------------- | -------------------------------- | ----------------------------- | --------------------------------- | ------------------------------- | --------------------------- |
| 0                | 0                 | 2                | 0                 | 0                                | 0                             | 1                                 | 1                               | 0                           |

1 Van der Steen ·
2 Pachonik ·
3 Van den Eynden ·
4 Halhal ·
5 Scholz  ·
6 Ludwig ·
7 Bisselink ·
8 Ostrc ·
9 Šits ·
10 Golliard ·
11 Daneels ·
12 Ogenia ·
14 Mallahi ·
17 Van Hove ·
19 Ingason ·
21 Hendriks ·
22 Dizdarević ·
23 Aben ·
27 Absalem ·
29 Zimuangana ·
31 Geerts ·
32 Essakkati ·
33 Zonneveld ·
39 Van den Hurk ·
40 Meulendijks ·
40 Farah ·
41 Dekkers ·
41 Davelaar ·
42 El Arnouki ·
47 Doudah ·
52 Van Himbeeck ·
Coach: Maaskant
· Assistent-coach: Bogers
· Assistent-coach: Hikspoors
· Keeperstrainer: Vissers
Almere City FC ·
SC Cambuur ·
FC Den Bosch ·
FC Dordrecht ·
FC Eindhoven ·
Go Ahead Eagles ·
Helmond Sport ·
Jong Ajax ·
Jong AZ ·
Jong PSV ·
Jong FC Utrecht ·
MVV Maastricht ·
N.E.C. ·
RKC Waalwijk ·
Roda JC Kerkrade ·
Sparta Rotterdam ·
Telstar ·
TOP Oss ·
FC Twente ·
FC Volendam